# Volta a Aragó 2019
La Volta a Aragó 2019, 44a edició de la Volta a Aragó, es disputà entre el 17 i el 19 de maig de 2019 sobre un recorregut de 499,8 km repartits entre tres etapes. La cursa formà part del calendari de l'UCI Europa Tour 2019, amb una categoria 2.1.
El vencedor final fou el català Eduard Prades (Movistar), que fou acompanyat al podi pel rus Ievgueni Xalunov (Gazprom-RusVelo) i l'estonià Rein Taaramäe (Total Direct Énergie).

## Equips
19 equips van prendre la sortida en aquesta edició:
| WorldTeam- Movistar Team Equips continentals professionals (11)- Delko-Marseille Provence - Euskadi Basque Country-Murias - Total Direct Énergie - Manzana Postobón - Caja Rural-Seguros RGA - Burgos-BH - Androni Giocattoli-Sidermec - Vital Concept-B&B Hotels - Wallonie Bruxelles - Gazprom-RusVelo - W52-FC Porto Equips continentals (7)- Sporting-Tavira - Kometa - Fundación Euskadi - Inteja Imca-Ridea DCT - Efapel - Guerciotti-Kiwi Atlántico - RP-Boavista |
| |

## Etapes
| Etapa    | Data       | Ciutats d'etapa     | type                    | Distància (km) | Vencedor de l'etapa | Líder de la general      |
| -------- | ---------- | ------------------- | ----------------------- | -------------- | ------------------- | ------------------------ |
| 1a etapa | 17 de maig | Andorra – Calataiud | etapa accidentada       | 186,2          | Justin Jules        | Justin Jules             |
| 2a etapa | 18 de maig | Sádaba – Canfranc   | etapa de mitja muntanya | 186,2          | Jonathan Hivert     | Jesús Ezquerra           |
| 3a etapa | 19 de maig | Osca – Saragossa    | etapa accidentada       | 127,4          | Matteo Pelucchi     | Eduard Prades i Reverter |

### Etapa 1
| \| Classificació de l'etapa \| Classificació de l'etapa \| Classificació de l'etapa \| Classificació de l'etapa \| Classificació de l'etapa \| \| Corredor \| Corredor \| Equip \| Temps \| \| \| ------------------------ \| ------------------------ \| ------------------------ \| ------------------------ \| ------------------------ \| \| 1r \| Justin Jules \| Wallonie Bruxelles \| 5h 04' 59" \| \| \| 2n \| Thomas Boudat \| Total Direct Énergie \| + 0" \| \| \| 3r \| Eduard Prades i Reverter \| Movistar Team \| + 0" \| \| \| 4t \| Antonio Puppio \| Kometa \| + 0" \| \| \| 5è \| Ievgueni Xalunov \| Gazprom-RusVelo \| + 0" \| \| \| 6è \| Bryan Gómez \| Manzana Postobón \| + 0" \| \| \| 7è \| Adrien Garel \| Vital Concept-B&B Hotels \| + 0" \| \| \| 8è \| Serguei Txernetski \| Caja Rural-Seguros RGA \| + 0" \| \| \| 9è \| Jesús Ezquerra \| Burgos-BH \| + 0" \| \| \| 10è \| Edgar Pinto \| W52-FC Porto \| + 0" \| \| |                          |                          |            |
| |                          |                          |            |
| Font: ProCyclingStats |                          |                          |            |
| Classificació de l'etapa |                          |                          |            |
| Corredor | Corredor                 | Equip                    | Temps      |
| 1r | Justin Jules             | Wallonie Bruxelles       | 5h 04' 59" |
| 2n | Thomas Boudat            | Total Direct Énergie     | + 0"       |
| 3r | Eduard Prades i Reverter | Movistar Team            | + 0"       |
| 4t | Antonio Puppio           | Kometa                   | + 0"       |
| 5è | Ievgueni Xalunov         | Gazprom-RusVelo          | + 0"       |
| 6è | Bryan Gómez              | Manzana Postobón         | + 0"       |
| 7è | Adrien Garel             | Vital Concept-B&B Hotels | + 0"       |
| 8è | Serguei Txernetski       | Caja Rural-Seguros RGA   | + 0"       |
| 9è | Jesús Ezquerra           | Burgos-BH                | + 0"       |
| 10è | Edgar Pinto              | W52-FC Porto             | + 0"       |

| \| Classificació general \| Classificació general \| Classificació general \| Classificació general \| Classificació general \| \| Corredor \| Corredor \| Equip \| Temps \| \| \| --------------------- \| ------------------------ \| ------------------------ \| --------------------- \| --------------------- \| \| 1r \| Justin Jules \| Wallonie Bruxelles \| 5h 04' 49" \| \| \| 2n \| Thomas Boudat \| Total Direct Énergie \| + 4" \| \| \| 3r \| Eduard Prades i Reverter \| Movistar Team \| + 6" \| \| \| 4t \| Antonio Puppio \| Kometa \| + 10" \| \| \| 5è \| Ievgueni Xalunov \| Gazprom-RusVelo \| + 10" \| \| \| 6è \| Bryan Gómez \| Manzana Postobón \| + 10" \| \| \| 7è \| Adrien Garel \| Vital Concept-B&B Hotels \| + 10" \| \| \| 8è \| Serguei Txernetski \| Caja Rural-Seguros RGA \| + 10" \| \| \| 9è \| Jesús Ezquerra \| Burgos-BH \| + 10" \| \| \| 10è \| Edgar Pinto \| W52-FC Porto \| + 10" \| \| |                          |                          |            |
| |                          |                          |            |
| Font: ProCyclingStats |                          |                          |            |
| Classificació general |                          |                          |            |
| Corredor | Corredor                 | Equip                    | Temps      |
| 1r | Justin Jules             | Wallonie Bruxelles       | 5h 04' 49" |
| 2n | Thomas Boudat            | Total Direct Énergie     | + 4"       |
| 3r | Eduard Prades i Reverter | Movistar Team            | + 6"       |
| 4t | Antonio Puppio           | Kometa                   | + 10"      |
| 5è | Ievgueni Xalunov         | Gazprom-RusVelo          | + 10"      |
| 6è | Bryan Gómez              | Manzana Postobón         | + 10"      |
| 7è | Adrien Garel             | Vital Concept-B&B Hotels | + 10"      |
| 8è | Serguei Txernetski       | Caja Rural-Seguros RGA   | + 10"      |
| 9è | Jesús Ezquerra           | Burgos-BH                | + 10"      |
| 10è | Edgar Pinto              | W52-FC Porto             | + 10"      |

### Etapa 2
| \| Classificació de l'etapa \| Classificació de l'etapa \| Classificació de l'etapa \| Classificació de l'etapa \| Classificació de l'etapa \| \| Corredor \| Corredor \| Equip \| Temps \| \| \| ------------------------ \| ------------------------ \| ------------------------ \| ------------------------ \| ------------------------ \| \| 1r \| Jonathan Hivert \| Total Direct Énergie \| 4h 48' 53" \| \| \| 2n \| Jesús Ezquerra \| Burgos-BH \| + 0" \| \| \| 3r \| Ievgueni Xalunov \| Gazprom-RusVelo \| + 0" \| \| \| 4t \| Rafael Silva \| Efapel \| + 0" \| \| \| 5è \| Luís Mendonça \| Rádio Popular-Boavista \| + 0" \| \| \| 6è \| Antonio Angulo \| Efapel \| + 0" \| \| \| 7è \| Aldemar Reyes Ortega \| Manzana Postobón \| + 0" \| \| \| 8è \| Edgar Pinto \| W52-FC Porto \| + 0" \| \| \| 9è \| Eduardo Sepúlveda \| Movistar Team \| + 0" \| \| \| 10è \| Javier Moreno Bazán \| Delko Marseille Provence \| + 0" \| \| |                      |                          |            |
| |                      |                          |            |
| Font: ProCyclingStats |                      |                          |            |
| Classificació de l'etapa |                      |                          |            |
| Corredor | Corredor             | Equip                    | Temps      |
| 1r | Jonathan Hivert      | Total Direct Énergie     | 4h 48' 53" |
| 2n | Jesús Ezquerra       | Burgos-BH                | + 0"       |
| 3r | Ievgueni Xalunov     | Gazprom-RusVelo          | + 0"       |
| 4t | Rafael Silva         | Efapel                   | + 0"       |
| 5è | Luís Mendonça        | Rádio Popular-Boavista   | + 0"       |
| 6è | Antonio Angulo       | Efapel                   | + 0"       |
| 7è | Aldemar Reyes Ortega | Manzana Postobón         | + 0"       |
| 8è | Edgar Pinto          | W52-FC Porto             | + 0"       |
| 9è | Eduardo Sepúlveda    | Movistar Team            | + 0"       |
| 10è | Javier Moreno Bazán  | Delko Marseille Provence | + 0"       |

| \| Classificació general \| Classificació general \| Classificació general \| Classificació general \| Classificació general \| \| Corredor \| Corredor \| Equip \| Temps \| \| \| --------------------- \| ------------------------ \| ------------------------ \| --------------------- \| --------------------- \| \| 1r \| Jesús Ezquerra \| Burgos-BH \| 9h 53' 46" \| \| \| 2n \| Ievgueni Xalunov \| Gazprom-RusVelo \| + 2" \| \| \| 3r \| Eduard Prades i Reverter \| Movistar Team \| + 2" \| \| \| 4t \| Edgar Pinto \| W52-FC Porto \| + 6" \| \| \| 5è \| Eduardo Sepúlveda \| Movistar Team \| + 6" \| \| \| 6è \| Rein Taaramäe \| Total Direct Énergie \| + 6" \| \| \| 7è \| Pierre Rolland \| Vital Concept-B&B Hotels \| + 6" \| \| \| 8è \| Diego Rubio Hernández \| Burgos-BH \| + 6" \| \| \| 9è \| Alexander Grigoriev \| Sporting-Tavira \| + 6" \| \| \| 10è \| Marc Soler i Giménez \| Movistar Team \| + 24" \| \| |                          |                          |            |
| |                          |                          |            |
| Font: ProCyclingStats |                          |                          |            |
| Classificació general |                          |                          |            |
| Corredor | Corredor                 | Equip                    | Temps      |
| 1r | Jesús Ezquerra           | Burgos-BH                | 9h 53' 46" |
| 2n | Ievgueni Xalunov         | Gazprom-RusVelo          | + 2"       |
| 3r | Eduard Prades i Reverter | Movistar Team            | + 2"       |
| 4t | Edgar Pinto              | W52-FC Porto             | + 6"       |
| 5è | Eduardo Sepúlveda        | Movistar Team            | + 6"       |
| 6è | Rein Taaramäe            | Total Direct Énergie     | + 6"       |
| 7è | Pierre Rolland           | Vital Concept-B&B Hotels | + 6"       |
| 8è | Diego Rubio Hernández    | Burgos-BH                | + 6"       |
| 9è | Alexander Grigoriev      | Sporting-Tavira          | + 6"       |
| 10è | Marc Soler i Giménez     | Movistar Team            | + 24"      |

### Etapa 3
| \| Classificació de l'etapa \| Classificació de l'etapa \| Classificació de l'etapa \| Classificació de l'etapa \| Classificació de l'etapa \| \| Corredor \| Corredor \| Equip \| Temps \| \| \| ------------------------ \| ------------------------ \| ----------------------------- \| ------------------------ \| ------------------------ \| \| 1r \| Matteo Pelucchi \| Androni Giocattoli-Sidermec \| 2h 47' 12" \| \| \| 2n \| Marco Benfatto \| Androni Giocattoli-Sidermec \| + 0" \| \| \| 3r \| Matteo Malucelli \| Caja Rural-Seguros RGA \| + 0" \| \| \| 4t \| Thomas Boudat \| Total Direct Énergie \| + 0" \| \| \| 5è \| Jon Aberasturi Izaga \| Caja Rural-Seguros RGA \| + 0" \| \| \| 6è \| Eduard Prades i Reverter \| Movistar Team \| + 0" \| \| \| 7è \| Justin Jules \| Wallonie Bruxelles \| + 0" \| \| \| 8è \| Luis Carlos Chia \| Manzana Postobón \| + 0" \| \| \| 9è \| Enrique Sanz Unzué \| Euskadi Basque Country-Murias \| + 0" \| \| \| 10è \| Stefano Oldani \| Kometa \| + 0" \| \| |                          |                               |            |
| |                          |                               |            |
| Font: ProCyclingStats |                          |                               |            |
| Classificació de l'etapa |                          |                               |            |
| Corredor | Corredor                 | Equip                         | Temps      |
| 1r | Matteo Pelucchi          | Androni Giocattoli-Sidermec   | 2h 47' 12" |
| 2n | Marco Benfatto           | Androni Giocattoli-Sidermec   | + 0"       |
| 3r | Matteo Malucelli         | Caja Rural-Seguros RGA        | + 0"       |
| 4t | Thomas Boudat            | Total Direct Énergie          | + 0"       |
| 5è | Jon Aberasturi Izaga     | Caja Rural-Seguros RGA        | + 0"       |
| 6è | Eduard Prades i Reverter | Movistar Team                 | + 0"       |
| 7è | Justin Jules             | Wallonie Bruxelles            | + 0"       |
| 8è | Luis Carlos Chia         | Manzana Postobón              | + 0"       |
| 9è | Enrique Sanz Unzué       | Euskadi Basque Country-Murias | + 0"       |
| 10è | Stefano Oldani           | Kometa                        | + 0"       |

## Classificació final
| \| Classificació general \| Classificació general \| Classificació general \| Classificació general \| Classificació general \| \| Corredor \| Corredor \| Equip \| Temps \| \| \| --------------------- \| ------------------------ \| ----------------------------- \| --------------------- \| --------------------- \| \| 1r \| Eduard Prades i Reverter \| Movistar Team \| 12h 40' 57" \| \| \| 2n \| Ievgueni Xalunov \| Gazprom-RusVelo \| + 3" \| \| \| 3r \| Rein Taaramäe \| Total Direct Énergie \| + 5" \| \| \| 4t \| Alexander Grigoriev \| Sporting-Tavira \| + 6" \| \| \| 5è \| Edgar Pinto \| W52-FC Porto \| + 7" \| \| \| 6è \| Pierre Rolland \| Vital Concept-B&B Hotels \| + 7" \| \| \| 7è \| Diego Rubio Hernández \| Burgos-BH \| + 7" \| \| \| 8è \| Marc Soler i Giménez \| Movistar Team \| + 25" \| \| \| 9è \| Justin Jules \| Wallonie Bruxelles \| + 35" \| \| \| 10è \| Fernando Barceló Aragón \| Euskadi Basque Country-Murias \| + 46" \| \| |                          |                               |             |
| |                          |                               |             |
| Font: ProCyclingStats |                          |                               |             |
| Classificació general |                          |                               |             |
| Corredor | Corredor                 | Equip                         | Temps       |
| 1r | Eduard Prades i Reverter | Movistar Team                 | 12h 40' 57" |
| 2n | Ievgueni Xalunov         | Gazprom-RusVelo               | + 3"        |
| 3r | Rein Taaramäe            | Total Direct Énergie          | + 5"        |
| 4t | Alexander Grigoriev      | Sporting-Tavira               | + 6"        |
| 5è | Edgar Pinto              | W52-FC Porto                  | + 7"        |
| 6è | Pierre Rolland           | Vital Concept-B&B Hotels      | + 7"        |
| 7è | Diego Rubio Hernández    | Burgos-BH                     | + 7"        |
| 8è | Marc Soler i Giménez     | Movistar Team                 | + 25"       |
| 9è | Justin Jules             | Wallonie Bruxelles            | + 35"       |
| 10è | Fernando Barceló Aragón  | Euskadi Basque Country-Murias | + 46"       |